# Hôtel Vialètes de Mortarieu
L'hôtel Vialètes de Mortarieu est un hôtel particulier montalbanais, bâti au XVIIIe siècle.
Il fut la demeure de Joseph-Pierre Vialètes de Mortarieu, maire de la ville qui œuvra pour la création du département du Tarn-et-Garonne en 1808.
C’est l’un des rares hôtels de Montauban avec un plan en U : le corps de logis se prolonge en deux ailes latérales, formant une cour d'honneur fermée par un mur de clôture dans l'alignement des façades de la rue.

## Localisation
Son entrée est située au nº 5 de la rue Lasserre, proche de la cathédrale Notre-Dame-de-l'Assomption de Montauban. Il présente également une façade sur les allées du Consul Dupuy.

## Histoire
L’hôtel est construit vers 1757 avec le concours d’Étienne Vialètes d’Aignan, manufacturier du tissu de cadis, sur un terrain formé de plusieurs parcelles en friche.

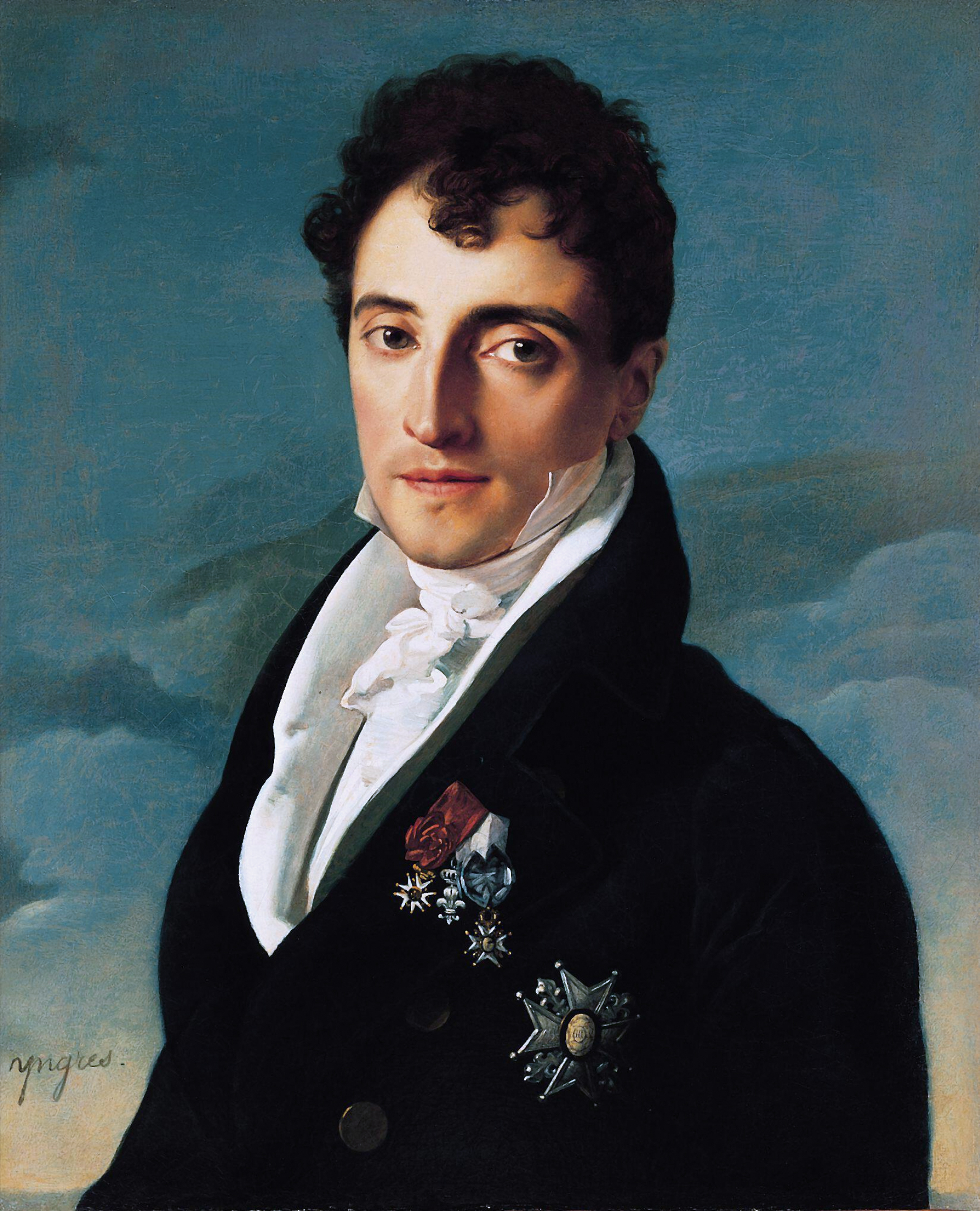
Le baron Vialètes de Mortarieu

Il appartient ensuite à son neveu, Joseph-Pierre Vialètes de Mortarieu, maire de Montauban de 1806 jusqu'à la fin de l'Empire, fait baron par Napoléon Ier. Le baron de Mortarieu demande au sculpteur Jean-Marie-Joseph Ingres de modeler en stuc, au-dessus de la cheminée de sa salle à manger, les écussons des Mortarieu et des Cohorn, la baronne de Mortarieu étant née Cohorn.
Deux nouvelles générations de Mortarieu se succèdent dans cet hôtel : leur fils Gustave (né en 1798) puis leur petite fille Léonie (née en 1833).
Il passe ensuite à la famille de Cruzy-Marcillac avec Henri (né en 1831) mari de Léonie, puis leur fils Gaston (né en 1862) et leur petite-fille Marie-Henriette (née en 1891).
Il revient enfin à la famille Trambly de Laissardière avec Marie Auguste (né en 1881) mari de Marie-Henriette, puis leur fils Henri (né en 1922).
L’hôtel devient une copropriété dans les années 1980.

## Description
L’hôtel est bâti sur le dénivelé formé par les limites de la vieille ville, entre la rue Lasserre et les allées plantées en contrebas. Ces deux axes n’étant pas parallèles, le plan en U se distingue par un corps de logis aligné sur les allées et deux ailes de longueurs différentes. 
Le portail d’entrée s’insère dans un porche en demi-lune qui facilitait la manœuvre des carrosses en composant avec l’asymétrie des ailes. Une écurie avec râtelier et boxes d’époque, toujours en place, permettait d’abriter les chevaux. 

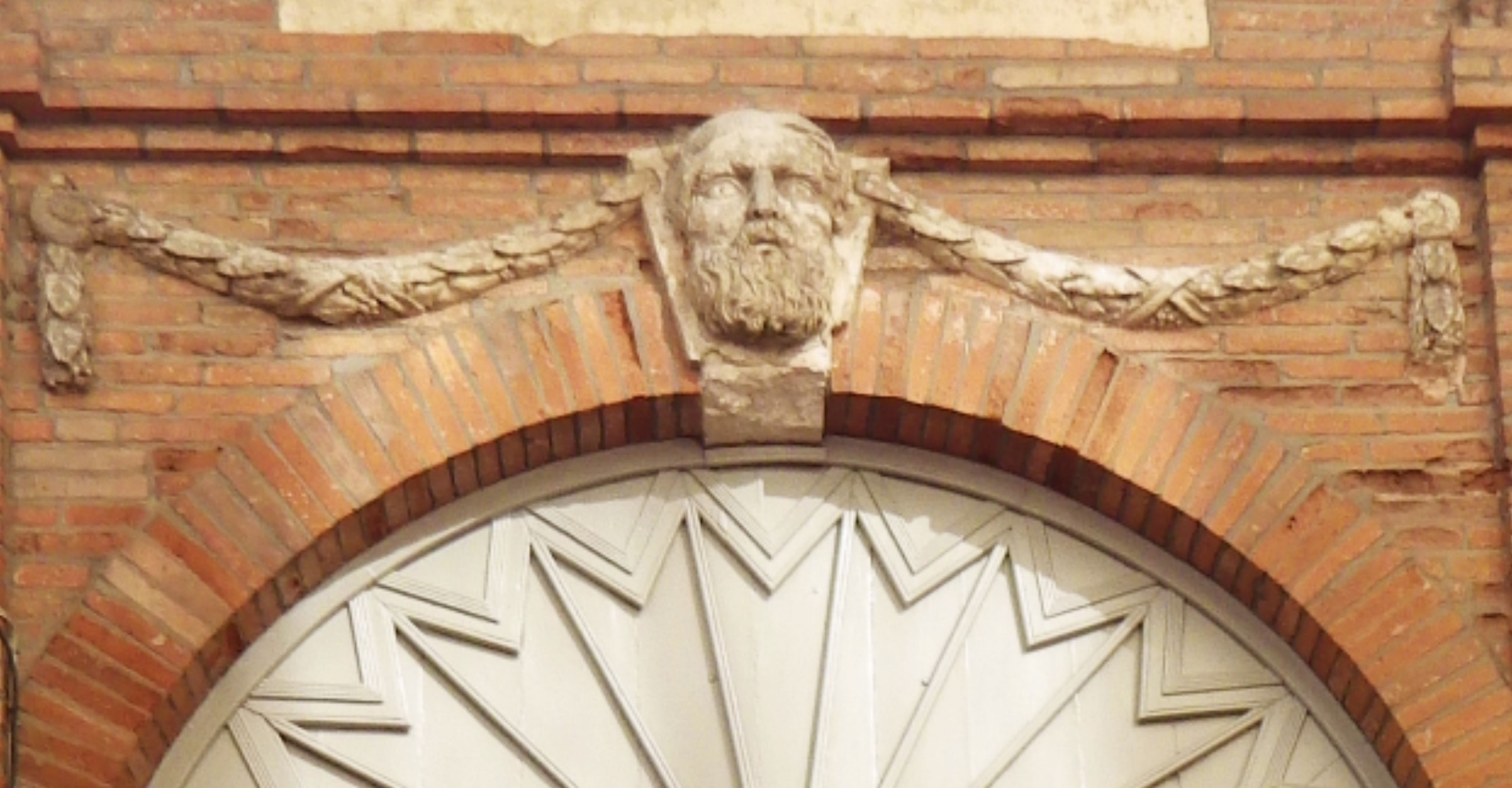
Clé d'arc sculptée.

Au niveau du portail, le trottoir est en calade, tout comme la cour. Au-dessus, la clé d'arc en plein cintre est sculptée avec la tête d’un homme barbu, entourée de tresses de feuilles de laurier. Cette figure rappelle celles des hôtels montalbanais Lefranc de Pompignan (rue Armand Cambon) et Bonnac (rue de la République).

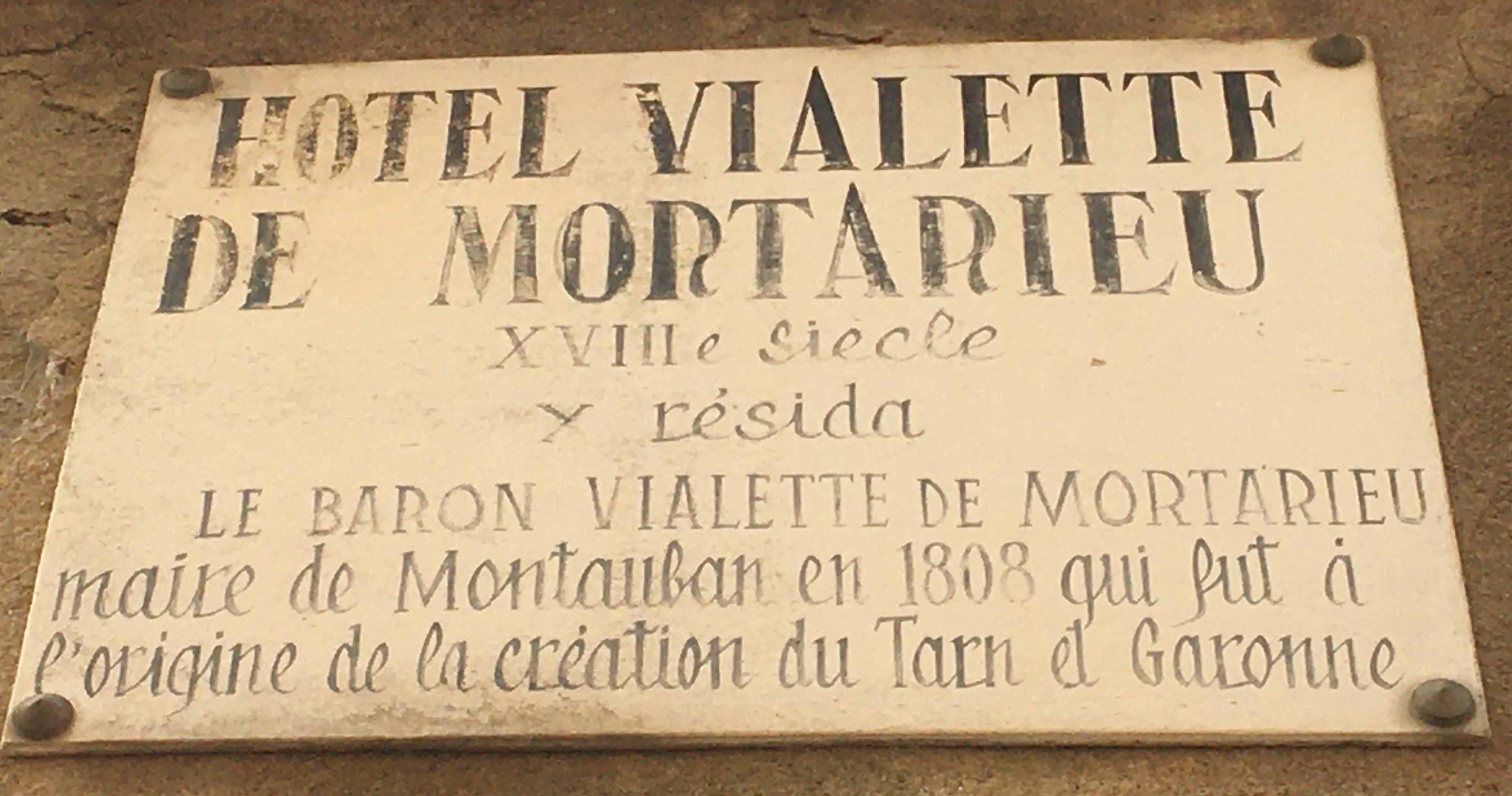
Plaque commémorative.

À droite du portail, une plaque commémorative rappelle la contribution du baron Vialètes de Mortarieu en faveur de la création du Tarn-et-Garonne en 1808.

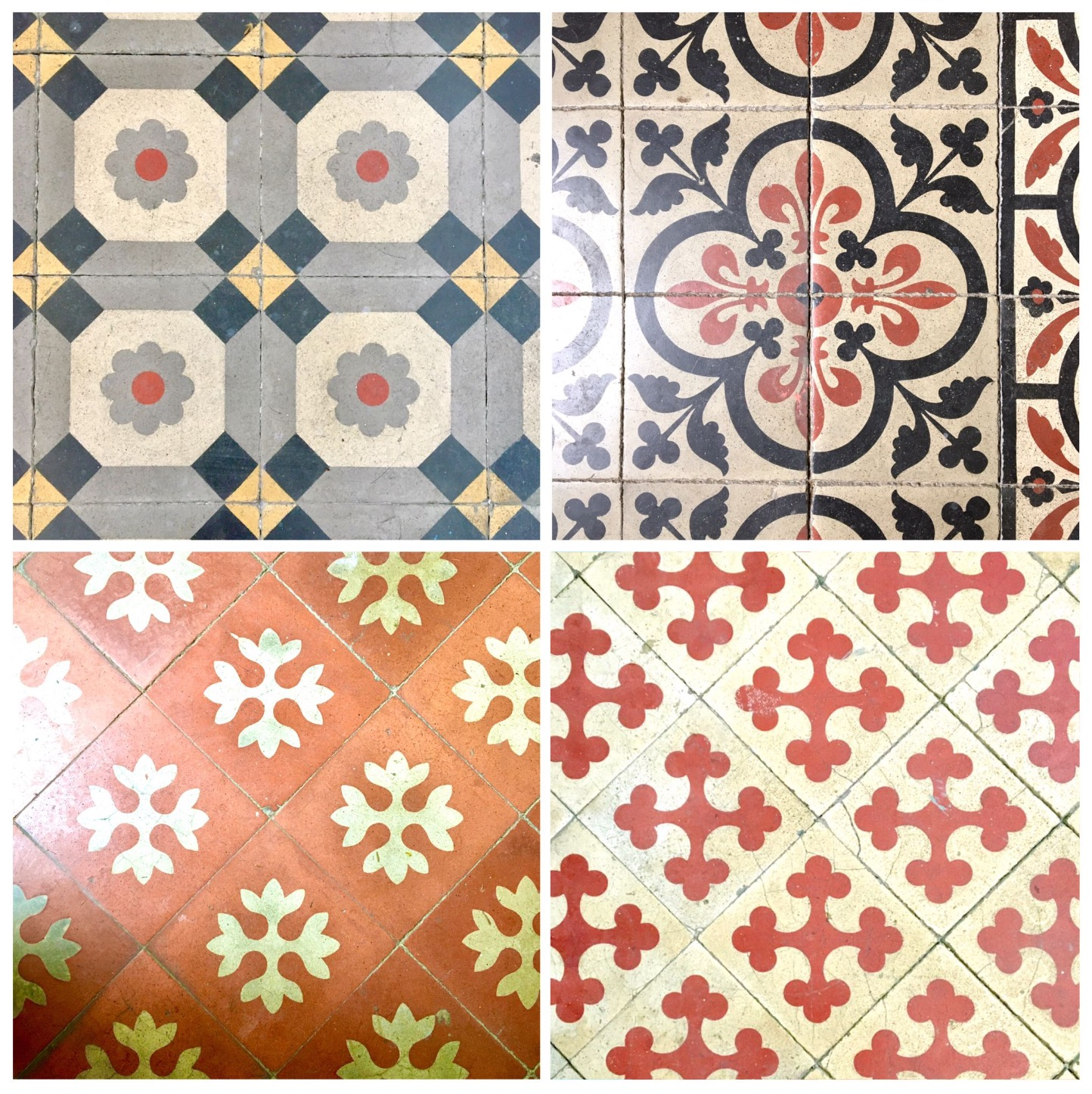
Carreaux de ciment variés.

Dans la cour carrée d’un peu plus de 10 x 10 mètres, trois anciennes cloches sont encore présentes : de tailles différentes, elles devaient remplir différentes fonctions.
L'escalier d'apparat, en pierre, est situé au fond de la cour à droite, avec une entrée vitrée en anse-de-panier. L’ancien escalier de service, en bois, est situé à gauche, avec une entrée en arc surbaissé munie d'une imposte à volutes en fer forgé. Ces deux escaliers présentent une grande variété de carreaux de ciments.
Derrière l’aile gauche, un bâtiment voisin fut intégré à l'hôtel dans la première moitié du XIXe siècle, avec une cour de service aujourd’hui transformée en jardin.
Certaines fenêtres de l’aile gauche sont en partie comblées, non dans un but de réduction d’impôt, mais afin d’optimiser la disposition des pièces intérieures. Elles furent a priori comblées dès leur construction, avec des briques mêlées aux jambages.

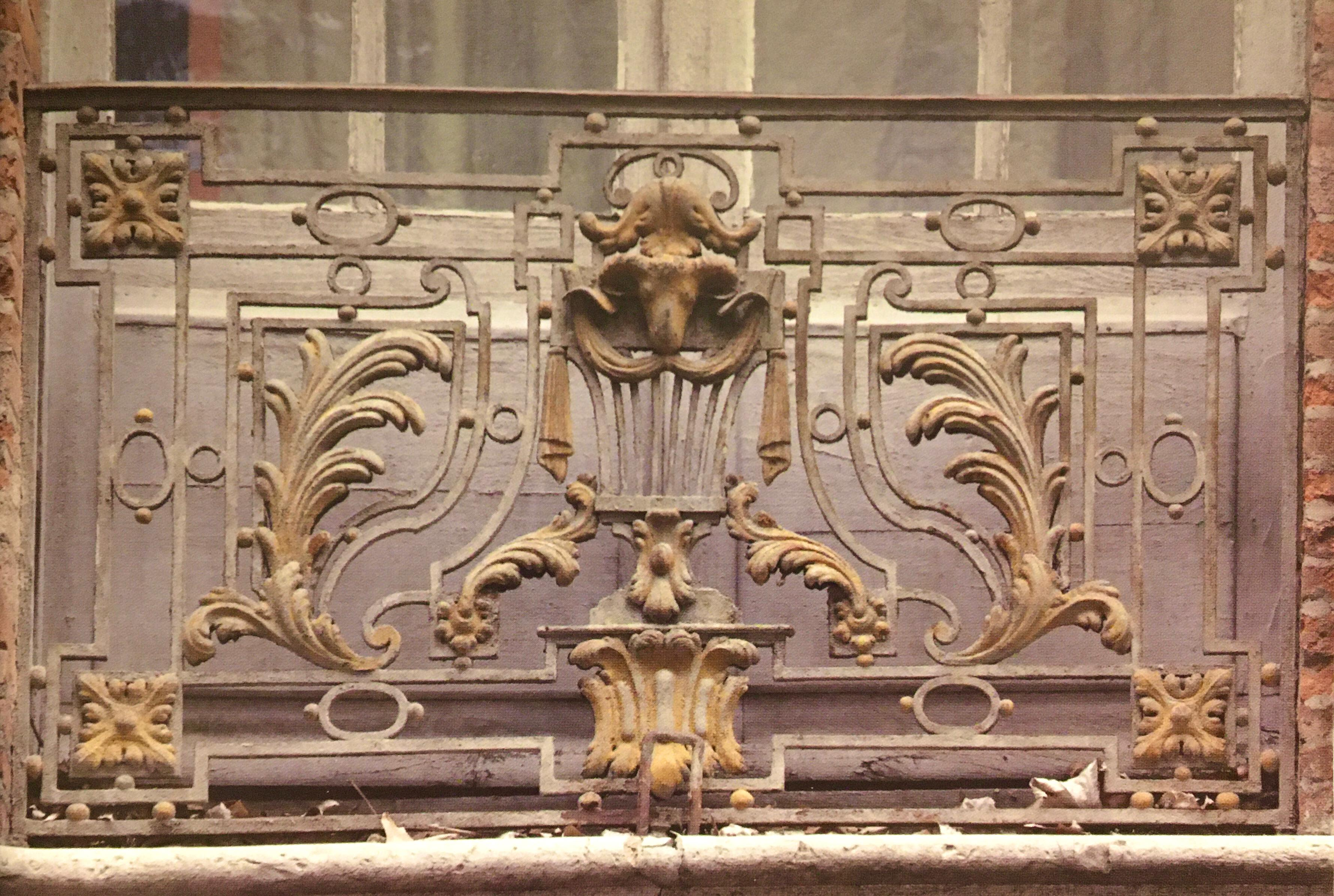
Garde-corps de style Louis XVI.

 Sur les allées, la façade est composée de quatre niveaux d’élévation. L'étage noble se distingue par ses fenêtres cintrées et ses garde-corps de style Louis XVI avec une tête de bélier entourée de feuilles d’acanthe et de quatre rosaces. Sur la droite, il se prolonge en une terrasse avec une grande serre, dont seul subsiste l’armature.